# Clásico RCN
El Clásico RCN és una competició ciclista per etapes que es disputa anualment per les carreteres de Colòmbia durant el mes de juny. La primera edició es disputà el 1961, sent guanyada per Rubén Darío Gómez.
En el palmarès hi ha un predomini gairebé total dels ciclistes colombians. El ciclista amb més victòries és Rafael Antonio Niño, que guanyà cinc edicions entre 1971 i 1979. Óscar Sevilla, amb quatre victòries, és el segon ciclista amb més victòries.

## Palmarès
| Any  | Vencedor                           | Segon                              | Tercer                            |
| ---- | ---------------------------------- | ---------------------------------- | --------------------------------- |
| 1961 | Rubén Darío Gómez                  | Martín Emilio Rodríguez Gutiérrez  | Hernán Medina                     |
| 1962 | Rubén Darío Gómez                  | Roberto Buitrago                   | Martín Emilio Rodríguez Gutiérrez |
| 1963 | Martín Emilio Rodríguez Gutiérrez  | Pablo Hernández                    | Alfonso Galvis                    |
| 1964 | Gabriel Halaixt                    | Héctor Muñoz                       | Federico Ortiz Uribe              |
| 1965 | Javier Amado Suárez                | Carlos Montoya Arias               | Federico Ortiz Uribe              |
| 1966 | Javier Amado Suárez                | Alfonso Galvis                     | Martín Emilio Rodríguez Gutiérrez |
| 1967 | Carlos Montoya Arias               | Martín Emilio Rodríguez Gutiérrez  | Marco Larrota                     |
| 1968 | Jairo Grijalba                     | Hernando Gómez                     | Evaristo Fino                     |
| 1969 | Álvaro Pachón                      | Evaristo Fino                      | Martín Emilio Rodríguez Gutiérrez |
| 1970 | Óscar González                     | Gustavo Rincón                     | Álvaro Pachón                     |
| 1971 | Rafael Antonio Niño Munévar        | Francisco Triana                   | Miguel Samacá                     |
| 1972 | Albeiro Mejía                      | Juan de Dios Morales               | Rafael Antonio Niño Munévar       |
| 1973 | Juan de Dios Morales               | Gonzalo Marín                      | Olinto Rueda                      |
| 1974 | Norberto Cáceres                   | Gonzalo Marín                      | Abelardo Ríos                     |
| 1975 | Rafael Antonio Niño Munévar        | Abelardo Ríos                      | Carlos Campaña                    |
| 1976 | José Patrocinio Jiménez Bautista   | Norberto Cáceres                   | Efraín Pulido                     |
| 1977 | Rafael Antonio Niño Munévar        | José Patrocinio Jiménez Bautista   | Victor Ladino                     |
| 1978 | Rafael Antonio Niño Munévar        | Julio Rubiano                      | Plinio Casas                      |
| 1979 | Rafael Antonio Niño Munévar        | José Patrocinio Jiménez Bautista   | Alfonso Flórez                    |
| 1980 | Fabio Navarro                      | Antonio Londoño                    | Jairo Atehortúa                   |
| 1981 | Manuel Ignacio Gutiérrez           | Fabio Enrique Parra Pinto          | Julio Rubiano                     |
| 1982 | Luis Alberto Herrera Herrera       | Fabio Enrique Parra Pinto          | Samuel Cabrera                    |
| 1983 | Luis Alberto Herrera Herrera       | Manuel Ignacio Gutiérrez           | Ramón Tolosa                      |
| 1984 | Luis Alberto Herrera Herrera       | José Francisco Rodríguez Maldonado | Manuel Cárdenas                   |
| 1985 | José Francisco Rodríguez Maldonado | Luis Alberto Herrera Herrera       | Israel Corredor                   |
| 1986 | Luis Alberto Herrera Herrera       | Israel Corredor                    | William Palacio                   |
| 1987 | Fabio Enrique Parra Pinto          | Pablo Wilches                      | Álvaro Mejía Castrillón           |
| 1988 | Álvaro Mejía Castrillón            | Luis Alberto Camargo González      | Pablo Wilches                     |
| 1989 | Álvaro Mejía Castrillón            | Fabio Enrique Parra Pinto          | Oliverio Rincón Quintana          |
| 1990 | Gustavo Wilches                    | Álvaro Mejía Castrillón            | Pablo Wilches                     |
| 1991 | Fabio Rodríguez                    | José Jaime González Pico           | Julio César Rangel                |
| 1992 | Luis Alberto Camargo González      | Claudio Chiappucci                 | Luis Espinosa                     |
| 1993 | Luis Alberto González              | Jair Bernal                        | Óscar de Jesús Vargas Restrepo    |
| 1994 | Julio César Aguirre                | Martín Farfán Pulido               | Libardo Niño                      |
| 1995 | Raúl Montaña                       | Henry Cárdenas Orduz               | Pedro Álvaro Rodríguez Rosero     |
| 1996 | Israel Ochoa Plazas                | Álvaro Lozano                      | Jair Bernal                       |
| 1997 | Raúl Montaña                       | Héctor Iván Palacio Montoya        | Juan Diego Ramírez                |
| 1998 | Raúl Montaña                       | Argiro Zapata                      | Israel Ochoa Plazas               |
| 1999 | Jairo Hernández                    | Álvaro Sierra                      | Juan Diego Ramírez                |
| 2000 | Juan Diego Ramírez                 | Élder Herrera                      | Julio César Aguirre               |
| 2001 | Juan Diego Ramírez                 | José Joaquín Castelblanco Romero   | Élder Herrera                     |
| 2002 | José Joaquín Castelblanco Romero   | Daniel Rincón                      | Freddy González Martínez          |
| 2003 | José Joaquín Castelblanco Romero   | Álvaro Sierra                      | Jairo Hernández                   |
| 2004 | Hernán Buenahora Gutiérrez         | Félix Rafael Cárdenas Ravalo       | Libardo Niño                      |
| 2005 | Libardo Niño                       | Álvaro Sierra                      | Jairo Hernández                   |
| 2006 | Javier González                    | Libardo Niño                       | Javier Zapata                     |
| 2007 | Libardo Niño                       | Javier González                    | Flober Peña                       |
| 2008 | Óscar Sevilla Rivera               | Mauricio Ortega Ramírez            | Juan Carlos López                 |
| 2009 | Mauricio Ortega Ramírez            | Francisco Colorado                 | Giovanny Báez                     |
| 2010 | Félix Rafael Cárdenas Ravalo       | Sergio Henao Montoya               | Freddy Montaña Cadena             |
| 2011 | Rafael Infantino                   | Julián Rodas Ramírez               | Iván Parra Pinto                  |
| 2012 | Óscar Sevilla Rivera               | Alex Cano Ardila                   | Rafael Infantino                  |
| 2013 | Camilo Gómez                       | Óscar Soliz Villca                 | Óscar Sevilla Rivera              |
| 2014 | Óscar Soliz Villca                 | Alex Cano Ardila                   | Danny Osorio                      |
| 2015 | Omar Mendoza Cardona               | Carlos Becerra Alarcón             | Cristhian Montoya                 |
| 2016 | Óscar Sevilla Rivera               | Óscar Soliz Villca                 | Alexander Gil                     |
| 2017 | Juan Pablo Suárez Suárez           | Óscar Sevilla Rivera               | Danny Osorio                      |
| 2018 | Alex Cano Ardila                   | Edward Beltrán                     | Didier Chaparro                   |
| 2019 | Óscar Sevilla Rivera               | Didier Chaparro                    | Alexander Gil                     |
| 2020 | José Tito Hernández                | Óscar Sevilla Rivera               | Didier Merchán                    |
| 2021 | Fabio Duarte Arévalo               | Óscar Sevilla Rivera               | Wilson Estiben Peña Molano        |
| 2022 | Aldemar Reyes Ortega               | Duban Bobadilla                    | Edgar Pinzón                      |
| 2023 | Aldemar Reyes Ortega               | Rodrigo Contreras                  | Yeison Reyes                      |
| 2024 | Kevin Castillo                     | Robinson Fabián López              | Cristian Camilo Muñoz             |